# Fernando de Valenzuela
Fernando de Valenzuela y Enciso (Napoli, 8 gennaio 1636 – Messico, 7 febbraio 1692) è stato un politico spagnolo.
Primo marchese di Villasierra, fu primo ministro e favorito o valido della regina Maria Anna d'Asburgo, reggente per conto del figlio Carlo II di Spagna.

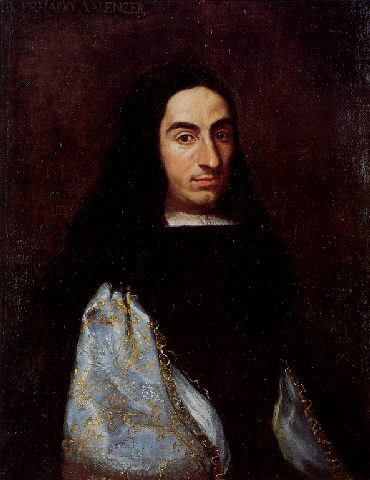
Ritratto di Fernando de Valenzuela, opera di Claudio Coello (Real Maestranza de Caballería de Ronda).

## Biografia

### Primi anni
Nato da don Gaspar de Valenzuela, capitano spagnolo di stanza a Napoli, dove aveva ottenuto il comando della piazza di Sant'Agata, e da Eleonora d'Enciso e Davila, alla morte del padre, nel 1640, ritornò in Spagna insieme alla madre.
Si arruolò nella fanteria presso la compagnia di Rodrigo Díaz de Vivar Gómez de Sandoval y Mendoza, duca dell'Infantado, e lo seguì in Sicilia quando questi ne divenne viceré (1651)
Rientrato a Madrid nel 1659, due anni più tardi sposò Ucedo Ambrosia, cameriera della regina Maria Anna d'Asburgo, ricevendo in dote il titolo di cavaliere presso la corte. Alla morte del re Filippo IV, nel 1665, Valenzuela si avvicinò alla regina vedova, reggente del regno durante la minore età del figlio, il re Carlo II.
Nel 1671 ottenne l'investitura a cavaliere dell'ordine di Santiago e la carica di ambasciatore. Ben presto Valenzuela, nonostante il disprezzo della corte, divenne a tal punto vicino alla reggente che questa gli conferì il titolo onorifico di primer caballerizo, nonostante vi fossero altri candidati più titolati di lui.

### Ascesa al potere

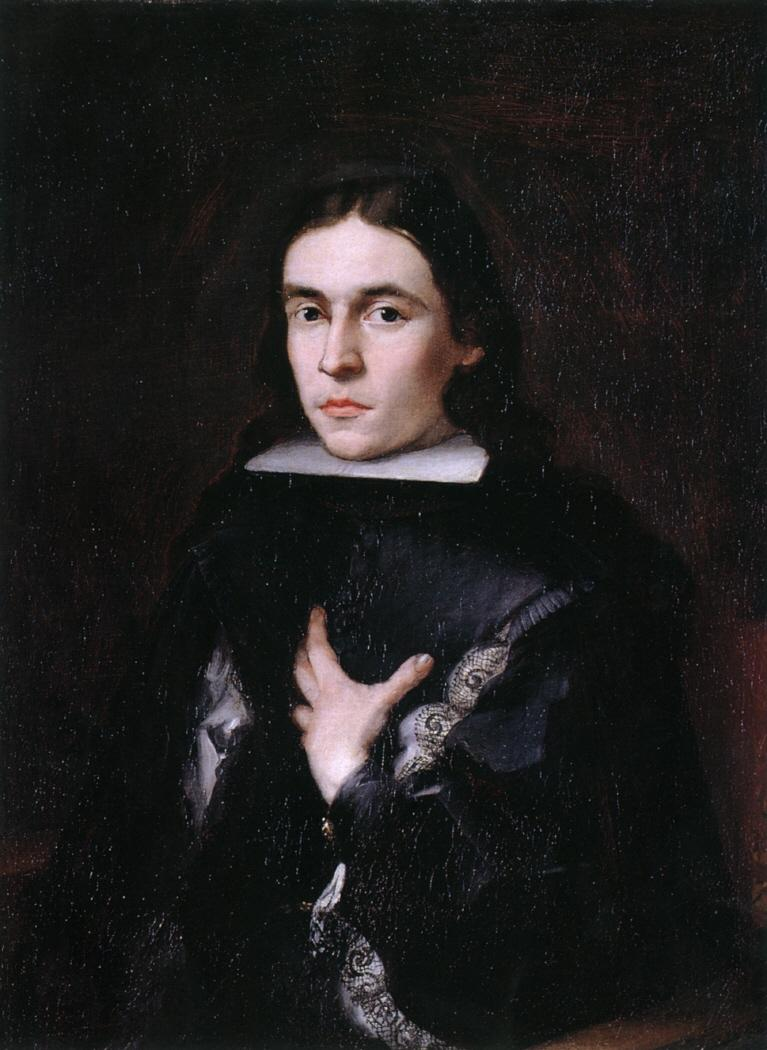
Don Fernando de Valenzuela, marchese di Villasierra, ritratto di Juan Carreño de Miranda, Museo Lázaro Galdiano di Madrid.

A corte, Fernando de Valenzuela iniziò a tessere un'intricata rete di interessi e favori, legando a sé cortigiani e nobili in modo da ottenere sempre maggiore prestigio e potere.
Tale condotta ebbe successo, infatti, una volta ottenuto l'appoggio di influenti cortigiani e funzionari, quali ad esempio del conte di Penaranda, Gaspar de Bracamonte Guzmán, presidente del Supremo consiglio d'Italia, alla caduta di Johann Eberhard Nidhard, nel 1669, divenne il favorito della regina.
A differenza del predecessore, Nidhard, Valenzuela, governò con un programma d'azione politica basata su interventi in opere pubbliche, svalutazione della moneta e sulla garanzia di mantenere intatto il potere della monarchia rispetto alla corte.
A causa, tuttavia, degli alti costi e dello stato disastroso delle finanze, Valenzuela fu costretto a ricorrere, come altri prima di lui, all'aumento della pressione fiscale e alla venalità degli uffici di corte.
Inoltre, la sua posizione risultava estremamente più debole rispetto a quella di altri validos i quali, si pensi al duca di Lerma, al Conte Duca di Olivares o a Luis de Haro, erano membri di antica nobiltà e quindi assai più vicini, rispetto a Valenzuela alle famiglie nobili e quindi maggiormente capaci di tenerle sotto controllo.
Valenzuela, di conseguenza, tentò di compensare lo scarso ascendente sulla nobiltà tessendo una rete continua di intrighi allo scopo di allontanare il suo principale avversario, il fratellastro del re, viceré di Aragona, don Giovanni d'Austria, appoggiato dalla nobiltà catalana e aragonese e con la promozione delle feste, balli e divertimenti, soprattutto teatrali, a corte per i quali divenne noto come "el duende de palacio".
Questa politica non ottenne i risultati sperati e progressivamente la fazione di don Giovanni d'Austria si rafforzò sempre di più, specialmente quando si schierarono con lui il cardinale arcivescovo di Toledo, Luis Manuel Fernández de Portocarrero, il duca d'Alba, il marchese di Castel Rodrigo e il principe di Astilliano, i quali contribuirono non poco a far opera di propaganda in favore del viceré di Aragona.
L'atmosfera di corte divenne incendiaria nel 1675, quando, pochi mesi prima della maggiore età del sovrano, la reggente decise di inviare don Giovanni d'Austria con un esercito in Sicilia per reprimere la rivolta di Messina.
Don Giovanni, tuttavia, tergiversava, volendo restare il più vicino possibile alla corte e al re, convinto che la di lui madre e Valenzuela stessero tramando per mantenere intatto il loro controllo sugli affari di stato.
Tali sospetti sembrarono confermarsi quando la reggente, con un decreto, datato al 3 novembre 1675, nominò Valenzuela marchese di Villasierra, grande di Spagna e gli conferì numerose proprietà in Castiglia. Il suo ascendente divenne così elevato che poteva promulgare le prammatiche di consigli e ministeri, disporre bandi militari e attuare attività diplomatica.
Il successivo 6 novembre, quattordicesimo compleanno del re, don Giovanni d'Austria inviò a tutta Madrid una lettera, in cui annunziava che il fratello lo aveva invitato a corte per un colloquio, concluso il quale la reggente inviò Juan de la Cerda, duca di Medinaceli con l'ordine di recarsi in Italia.
Poco dopo la stessa reggente, nonostante la volontà del figlio, Carlo II, con l'accordo del consiglio di Stato e del consiglio di Castiglia, ottenne una proroga di due anni dei suoi poteri di reggente e che il figlio avrebbe potuto sottoscrivere solo quei documenti approvati dallo stesso consiglio e dalla madre ovvero da Valenzuela, quale suo favorito.
L'iniziativa incontrò il più netto contrasto della fazione di don Giovanni d'Austria che, con la forza dell'esercito reclutato per la campagna in Italia, si rifiutò di recarsi in Sicilia ed impose alla reggente di allontanare Valenzuela.
Maria Anna d'Austria, senza altre alternative, nominò Valenzuela ambasciatore a Venezia, ma Valenzuela, grazie ai suoi intrighi, riuscì a restare e fu nominato capitano generale di Granada dove risiedette per un anno.
Nell'aprile del 1676, Villasierra poté far ritorno a corte e il 2 dicembre dello stesso anno la regina lo promosse a grande di Spagna di prima classe e gli conferì il titolo ufficiale di valido, intendente generale de l'hacienda e primo ministro.

### Caduta
Come primo ministro, Valenzuela tentò, con il pretesto del prestigio dello stato e della maggiore età del re, di riprendere la politica di feste e banchetti allo scopo di conciliarsi la nobiltà ottenendo peraltro risultati modesti.
Poco tempo dopo gli capitò un grave incidente allorché Carlo II, per errore, lo ferì durante una partita di caccia cosa che gli impedì per un certo periodo di avere una presa sulle questioni pubbliche.
La situazione politica, nel frattempo iniziò a peggiorare e la gran parte della nobiltà, irritata dal suo ascendente e dalla sua scalata sociale, iniziò a protestare apertamente; il 15 dicembre cominciò a circolare un manifesto pubblico, firmato da oltre ventiquattro grandi di Spagna che reclamava la separazione del re dalla madre, l'incarcerazione di Valenzuela e la sua sostituzione con don Giovanni d'Austria.
L'impatto del manifesto sulla pubblica opinione fu assai ampio e don Giovanni d'Austria poté assumere il comando delle truppe d'Aragona e marciare verso la capitale senza incontrare resistenza alcuna.
Don Giovanni entrò nella capitale il 23 gennaio 1677, pochi giorni dopo che la regina, il favorito e la corte l'avevano abbandonata per il monastero di San Lorenzo del Escorial, protetto dalla giurisdizione ecclesiastica.
Ciò non fu sufficiente, poiché don Giovanni inviò le truppe all'interno del recinto sacro per arrestare Valenzuela, ordinando nel contempo il pignoramento dei beni del rivale.
Fu quindi disposta un'inchiesta e attuato l'inventario dei beni del marchese di Villasierra, il cui valore fu stimato attorno al milione di ducati.
Condannato, per evitare la sentenza capitale, fu costretto all'esilio nelle Filippine dove trascorse dieci anni da solo, essendo la moglie e i figli rimasti a Toledo. Si trasferì in Messico, dove visse modestamente allevando cavalli e dove morì, per una caduta di cavallo, il 7 febbraio 1692. Solo dopo la sua morte Carlo II dispose la restituzione di parte delle sue proprietà ai parenti superstiti.